# Lijst van geslachten van de grondels
Dit is een complete lijst van de 241 geslachten van de baarsachtige familie van de grondels (Gobiidae).
De geslachten zijn onderverdeeld in de onderfamilies Amblyopinae, Gobiinae, Gobionellinae, Oxudercinae en Sicydiinae:

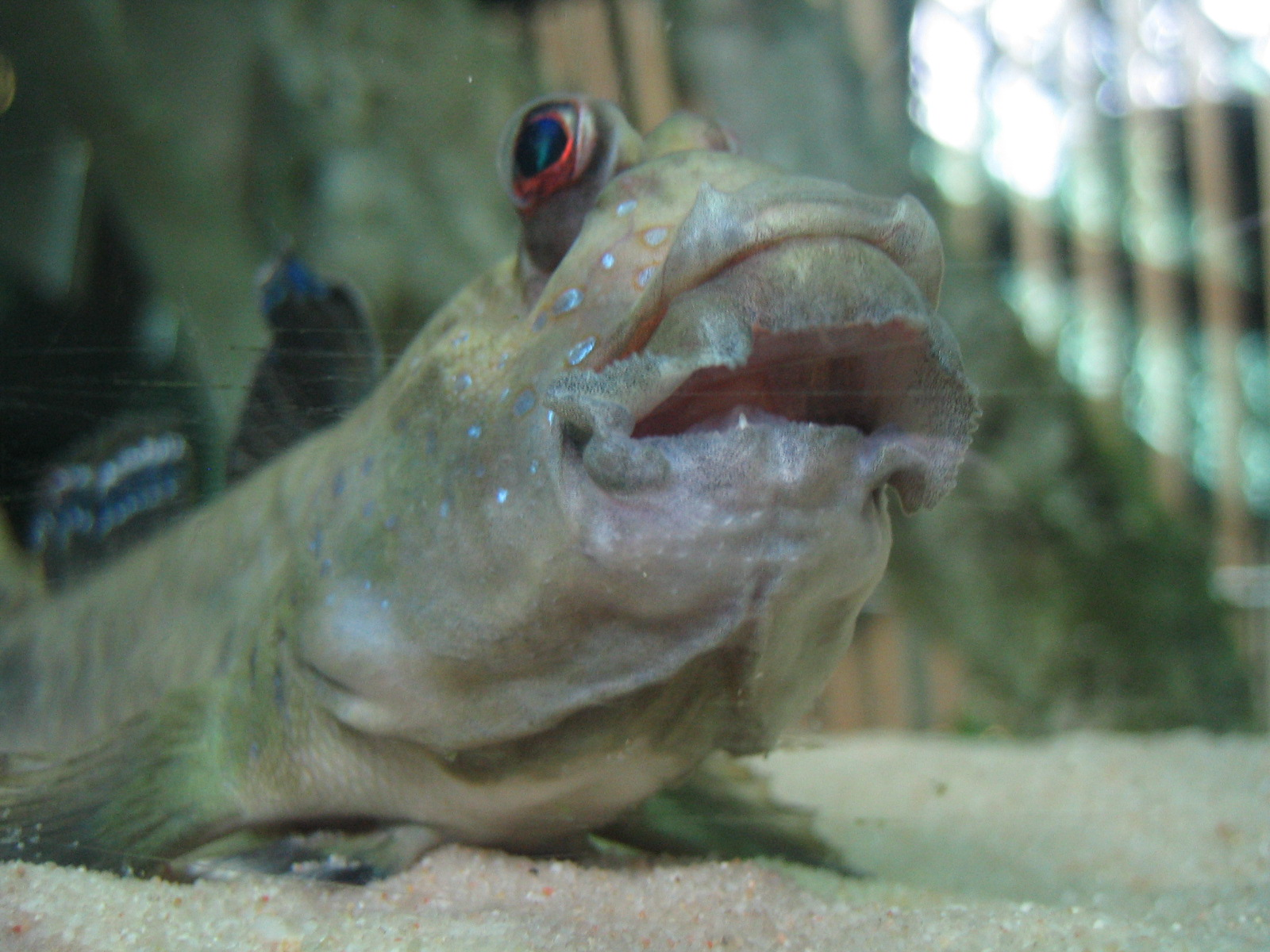
Periophthalmus sp.

| Amblyopinae - Amblyotrypauchen - Brachyamblyopus - Caragobius - Ctenotrypauchen - Gymnoamblyopus - Karsten - Odontamblyopus - Pseudotrypauchen - Taenioides - Trypauchen - Trypauchenichthys - Trypauchenopsis | Gobiinae - Acentrogobius - Afurcagobius - Akko - Amblyeleotris - Amblygobius - Amoya - Anatirostrum - Aphia - Arcygobius - Arenigobius - Aruma - Asterropteryx - Aulopareia - Austrolethops - Barbulifer - Barbuligobius - Bathygobius - Benthophiloides - Benthophilus - Bollmannia - Bryaninops - Buenia - Cabillus - Caffrogobius - Callogobius - Caspiosoma - Chriolepis - Chromogobius - Corcyrogobius - Coryogalops - Coryphopterus - Cristatogobius - Croilia - Cryptocentroides - Cryptocentrus - Crystallogobius - Ctenogobiops - Deltentosteus - Didogobius - Discordipinna - Drombus - Ebomegobius - Echinogobius - Economidichthys - Egglestonichthys - Ego - Elacatinus - Eleotrica - Enypnias - Evermannia - Evermannichthys - Eviota - Exyrias - Favonigobius - Feia - Fusigobius - Gammogobius - Ginsburgellus - Gladiogobius - Glossogobius - Gobiodon - Gobiopsis - Gobiosoma - Gobius - Gobiusculus - Gobulus - Gorogobius - Gymneleotris - Hazeus - Hetereleotris - Heterogobius - Heteroplopomus - Hyrcanogobius - Istigobius - Kelloggella - Knipowitschia - Larsonella - Lebetus - Lesueurigobius - Lobulogobius - Lophiogobius - Lophogobius - Lotilia - Lubricogobius - Luposicya - Lythrypnus - Macrodontogobius - Mahidolia - Mangarinus - Mauligobius - Mesogobius - Microgobius - Millerigobius - Myersina - Nematogobius - Neogobius - Nes - Nesogobius - Obliquogobius - Odondebuenia - Ophiogobius - Oplopomops - Oplopomus - Opua - Padogobius - Palatogobius - Palutrus - Parachaeturichthys - Paragobiodon - Paratrimma - Pariah - Parkraemeria - Parrella - Phyllogobius - Platygobiopsis - Pleurosicya - Polyspondylogobius - Pomatoschistus - Porogobius - Priolepis - Proterorhinus - Psammogobius - Pseudaphya - Psilogobius - Psilotris - Pycnomma - Rhinogobiops - Risor - Robinsichthys - Signigobius - Silhouettea - Siphonogobius - Speleogobius - Stonogobiops - Sueviota - Sufflogobius - Tasmanogobius - Thorogobius - Tomiyamichthys - Trimma - Trimmatom - Tryssogobius - Valenciennea - Vanderhorstia - Vanneaugobius - Varicus - Vomerogobius - Wheelerigobius - Yongeichthys - Zebrus - Zosterisessor | Gobionellinae - Acanthogobius - Amblychaeturichthys - Astrabe - Awaous - Brachygobius - Caecogobius - Calamiana - Chaenogobius - Chaeturichthys - Chasmichthys - Chlamydogobius - Clariger - Clevelandia - Ctenogobius - Eucyclogobius - Eugnathogobius - Eutaeniichthys - Evorthodus - Gillichthys - Gnatholepis - Gobioides - Gobionellus - Gobiopterus - Gymnogobius - Hemigobius - Ilypnus - Lepidogobius - Lethops - Leucopsarion - Luciogobius - Mistichthys - Mugilogobius - Oligolepis - Oxyurichthys - Paedogobius - Pandaka - Papuligobius - Parawaous - Pseudogobiopsis - Pseudogobius - Pseudorhinogobius - Pterogobius - Quietula - Redigobius - Rhinogobius - Sagamia - Schismatogobius - Stenogobius - Stigmatogobius - Suruga - Synechogobius - Tamanka - Triaenopogon - Tridentiger - Tukugobius - Typhlogobius | Oxudercinae - Apocryptes - Apocryptodon - Boleophthalmus - Oxuderces - Parapocryptes - Periophthalmodon - Periophthalmus - Pseudapocryptes - Scartelaos - Zappa | Sicydiinae - Cotylopus - Lentipes - Sicydium - Sicyopterus - Sicyopus - Stiphodon |

## Onderfamilie niet bekend
- Aboma D. S. Jordan & Starks, 1895
- Akihito Watson, Keith & Marquet, 2007
- Ancistrogobius Shibukawa, Yoshino & G. R. Allen, 2010
- Calumia J. L. B. Smith, 1958
- Grallenia Shibukawa & Iwata, 2007
- Koumansetta Whitley, 1940
- Minysicya Larson, 2002
- Parasicydium Risch, 1980
- Paratrypauchen Murdy, 2008
- Pascua J. E. Randall, 2005
- Phoxacromion Shibukawa, T. Suzuki & Senou, 2010
- Ponticola Iljin, 1927
- Smilosicyopus Watson, 1999
- Yoga Whitley, 1954